# Steven Saylor
Steven Saylor (Port Lavaca, 23 marzo 1956) è uno scrittore statunitense di gialli storici.

## Biografia
Si è laureato presso l'Università del Texas ad Austin, dove ha studiato storia.
Dopo aver scritto romanzi sulla storia del Texas, Saylor è diventato famoso negli Stati Uniti per la serie Roma Sub Rosa, ambientata nell'antica Roma. Il protagonista dei romanzi è un detective chiamato Gordiano il cercatore, attivo all'epoca di Silla, Cicerone, Giulio Cesare, e Cleopatra.
Prima della sua carriera come scrittore di gialli storici, ha pubblicato romanzi erotici gay con lo pseudonimo di Aaron Travis. Saylor vive con il suo compagno Richard Solomon dal 1976.
In lingua italiana nel gennaio 2007 è stato pubblicato il primo romanzo della serie di Gordiano, Sangue su Roma. A distanza di un anno circa l'uno dall'altro sono stati pubblicati i volumi successivi: Lo schiavo di Roma (gennaio 2008), L'enigma di Catilina (aprile 2009), Delitto sul Palatino (aprile 2010) e Omicidio sulla via Appia (luglio 2011).

## Opere

### Libri con Gordiano (SerieRoma Sub Rosa)
- The Seven Wonders (2012), è un prequel rispetto alla serie principale che racconta il viaggio del giovane Gordiano per vedere le Sette Meraviglie del Mondo Antico a partire dal 92 a.C.
- Raiders of the Nile (2014) è il seguito diretto di The Seven Wonders, sulle ulteriori avventure del giovane Gordiano in Egitto e un complotto per rubare il sarcofago d'oro di Alessandro Magno.
- Wrath of the Furies (2015) è un sequel diretto di Raiders of the Nile, dove il giovane Gordiano deve viaggiare in incognito nelle terre governate da Mitridate VI del Ponto (Mitridate il Grande).
- Roman Blood (1991) (Sangue su Roma, 2007), in cui Gordiano ha a che fare con il grande oratore ed avvocato Cicerone nell'anno 80 a.C., mentre sta per affrontare la difesa di Sesto Roscio Amerino.
- The House Of The Vestals (1997) (raccolta di brevi racconti apparsi più tardi, ma inerenti al periodo storico intercorrente tra il primo e il secondo romanzo).
- A Gladiator Dies Only Once (2005) (altra serie di racconti ambientata tra il primo e secondo romanzo).
- Arms of Nemesis (1992) (Lo schiavo di Roma, 2008), sulla rivolta degli schiavi di Spartaco nel 72 a.C.
- Catilina's Riddle (1993) (L'enigma di Catilina, 2009), con protagonista Cicerone durante la congiura di Catilina nel 63 a.C.
- The Venus Throw (1995) (Delitto sul Palatino, 2010), con il poeta Catullo, ambientato durante il processo di Marco Celio nel 56 a.C.
- A Murder On The Appian Way (1996) (Omicidio sulla via Appia, 2011), ambientato appena prima della guerra civile tra Cesare e Pompeo.
- Rubicon (1999), dopo l'attraversamento del Rubicone da parte di Cesare e lo scioglimento del Senato, che ha portato Roma alla guerra civile.
- Last Seen In Massilia (2000), ambientato a Massilia (Marsiglia) durante l'assedio della città da parte degli uomini di Cesare.
- Mist Of Prophecies (2002), ambientato durante la guerra civile a Roma, divisa tra speranze e paure.
- The Judgement Of Caesar (2004), ambientato in Egitto, quando Cesare incontra la regina Cleopatra nel 48 a.C.
- The Triumph of Caesar (2008), ambientato a Roma durante il trionfo di Cesare del 46 a.C.
- The Throne of Caesar (2018) , ambientato a Roma durante l'omicidio di Cesare del 44 a.C. ed è il romanzo conclusivo (almeno dal punto di vista cronologico) della serie Roma Sub Rosa

### Libri della serie Roma
- Roma: A Novel of Ancient Rome (marzo 2007), un romanzo che copre un periodo di 1000 anni dell'ascesa dell'antica Roma fin dal suo primo insediamento, all'assassinio di Giulio Cesare
- Empire (2010) abbraccia diverse generazioni dalla fine del regno di Augusto nel 14 d.C. fino al regno di Adriano nel 141 d.C.
- Dominus (2021) abbraccia 160 anni, partendo dal 165 e percorrendo l'ascesa del Cristianesimo nell'impero romano.

### Altri libri
- Honour the Dead (o A Twist at the End) (2000)
- Have You Seen Dawn? (2003)
- Slaves of the Empire (2006) pubblicato con lo pseudonimo di Aaron Travis.